# Henrique de Figueiredo
Henrique de Figueiredo, que viveu no século XV, foi um poeta do cancioneiro e escrivão do rei D. Afonso V.

## Biografia
Era filho de João Lourenço, galego alcaide-mor da Covilhã "por ser homem honrado e criado de D. Fernando de Castro, pai do 1.º conde de Monsanto", com Senhorinha Gomes (ou Teresa Gonçalves) de Figueiredo, filha esta do bispo de Viseu, D. Gonçalo de Figueiredo.
Foi Poeta do Cancioneiro, Moço da Guarda-Roupa, Escudeiro Fidalgo e Cavaleiro Fidalgo da Casa de D. Afonso V de Portugal.
A 16 de Janeiro de 1464 teve mercê da Escrivaninha (Escrivão) da Fazenda Real, cargo vago pela morte de João Vogado.
Casou com Catarina Álvares, filha de João Álvares, «home rico e honrado» de Santarém, documentado como Cavaleiro da Casa Real e morador em Santarém, quando a 16 de Fevereiro de 1471 tem, da sua tença de 25.000 reais, autorização real para dar dela 10.000 reais a sua filha Catarina Álvares pelo seu casamento com Henrique de Figueiredo, com geração nos de Figueiredo, Senhores do Morgado da Ota, que séculos mais tarde seriam condes de Belmonte, com a varonia de Câmara.
A 16 de Março de 1473 teve mercê real de bens móveis e de raiz em Freixo de Espada à Cinta.
A 10 de Maio de 1475 tem mercê real da lezíria de Alcoelha e a 4 de Setembro de 1475 das lezírias que estão no Tejo à ponte de Almada, junto com a Azinhaga.
A 24 de Outubro de 1475 passa o ofício de Escrivão da Fazenda Real a seu Pajem Rodrigo. Recebendo nesse ano a mercê da jugada dos linhos, canimos e galegos, bem como os direitos reais da vila de Santarém e seu termo.
A 2 de Dezembro de 1482 recebe a mercê das rendas de Alpiarça.
A 25 de Janeiro de 1490 tem Carta de Privilégio de Fidalgo porque vai servir na guerra.
Este Henrique de Figueiredo e seu filho Rui de Figueiredo aforam umas casas em Lisboa a 5 de Setembro de 1501.
Jaz com sua mulher na Igreja Velha de São Bento de Xabregas, na Capela do Nascimento.